# Sophronica bimaculipennis
Sophronica bimaculipennis là một loài bọ cánh cứng trong họ Cerambycidae.